# Las Auras
Las Auras är en ort i Mexiko.   Den ligger i kommunen Calera och delstaten Zacatecas, i den centrala delen av landet, 500 km nordväst om huvudstaden Mexico City. Las Auras ligger 2 106 meter över havet och antalet invånare är 199.
Terrängen runt Las Auras är en högslätt. Runt Las Auras är det ganska glesbefolkat, med 25 invånare per kvadratkilometer. Närmaste större samhälle är Víctor Rosales, 11,7 km sydväst om Las Auras. Omgivningarna runt Las Auras är i huvudsak ett öppet busklandskap.